# Hercules (Schiff, 1911)
Die HMS Hercules war ein Schlachtschiff der Colossus-Klasse, das in den 1910er-Jahren für die Royal Navy gebaut wurde.

## Geschichte
Die Hercules, benannt nach dem mythischen Halbgott Herkules, wurde am 30. Juli 1909 in Jarrow in der Schiffswerft von Palmers auf Kiel gelegt, am 10. Mai 1910 vom Stapel gelassen und im August 1911 zum Preis von 1.661.240 Pfund fertig gestellt. Das Schiff wurde am 4. Juli zu Erprobungszwecken mit einer Teilbesatzung in Dienst gestellt, und am 31. Juli mit voller Besatzung für den Einsatz als Flaggschiff der 2. Division der Home Fleet in den aktiven Dienst genommen. Am 19. Dezember übernahm Vizeadmiral Sir John Jellicoe das Kommando über die Division, die am 1. Mai 1912 in 2. Schlachtgeschwader umbenannt wurde. Das Schiff nahm am 9. Juli an der Parliamentary-Flottenschau in Spithead teil und wurde von November bis Dezember in Portsmouth überholt. Während dieser Zeit löste Vizeadmiral Sir George Warrender, Jellicoe als Kommandant des 2. Schlachtgeschwaders ab. Am 22. März kollidierte sie im Hafen von Portland während eines Sturms mit der SS Mary Parkes aus Glasgow, erlitt aber nur geringfügige Schäden. Im Mai wurde das Schiff dem 1. Schlachtgeschwader zugeteilt. Zwischen dem 17. und 20. Juli 1914 nahm die Hercules an einer Test-Mobilmachung und Flottenüberprüfung als britische Reaktion auf die Julikrise teil. Nach ihrer Ankunft in Portland am 27. Juli erhielt sie den Befehl, sich zwei Tage später mit dem Rest der Home Fleet nach Scapa Flow zu begeben, um die Flotte vor einem möglichen deutschen Überraschungsangriff zu schützen.

### Erster Weltkrieg
Im August 1914, nach dem Ausbruch des Ersten Weltkriegs, wurde die Home Fleet als Grand Fleet reorganisiert und dem Kommando von Admiral Jellicoe unterstellt. Der größte Teil der Flotte lag kurzzeitig (22. Oktober bis 3. November) in Lough Swilly, Irland, während die Verteidigungsanlagen in Scapa Flow verstärkt wurden. Am Abend des 22. November 1914 unternahm die Grand Fleet einen erfolglosen Vorstoß in die südliche Hälfte der Nordsee, wobei die Hercules mit dem Hauptverband zur Unterstützung des 1. Schlachtkreuzergeschwaders von Vizeadmiral David Beatty bereitstand. Am 27. November war die Flotte zurück im Hafen von Scapa Flow.
Am Abend des 23. Januar lief der größte Teil der Grand Fleet von Scapa Flow aus, um Beattys Schlachtkreuzer zu unterstützen, waren jedoch zu weit entfernt, um am folgenden Tag am Gefecht auf der Doggerbank teilnehmen zu können. Vom 7. bis zum 10. März unternahm die Grand Fleet eine Aufklärungsfahrt in der nördlichen Nordsee, bei der sie Übungsmanöver durchführte. Vom 17. bis zum 19. April fanden Patrouillenfahrten statt, gefolgt von Geschützübungen vor den Shetland-Inseln am 20. und 21. April. Vom 17. bis zum 19. Mai und vom 29. bis zum 31. Mai unternahm die Grand Fleet Vorstöße in die zentrale Nordsee, ohne auf deutsche Schiffe zu stoßen. Vom 11. bis zum 14. Juni führte die Flotte erneut Geschütz- und Gefechtsübungen westlich von Shetland durch. Vom 2. bis zum 5. September unternahm die Flotte eine weitere Fahrt in der Nordsee, bei der sie Geschützübungen durchführte und verbrachte den Rest des Monats mit zahlreichen Trainingsübungen. Vom 13. bis zum 15. Oktober unternahm das Schiff zusammen mit dem Großteil der Grand Fleet einen weiteren Einsatz in der Nordsee. Fast drei Wochen später, vom 2. bis zum 5. November, nahm die Hercules an einer weiteren Flottenübungsoperation westlich von Orkney teil. In der Nacht zum 25. März verließen die Hercules und der Rest der Flotte Scapa Flow, um Beattys Schlachtkreuzer bei dem Angriff auf den deutschen Zeppelinstützpunkt in Tønder zu unterstützen. Als sich die Grand Fleet am 26. März dem Gebiet näherte, hatten sich die britischen und deutschen Streitkräfte bereits getrennt und ein starker Sturm bedrohte die kleineren Schiffe, so dass die Flotte den Befehl erhielt, zur Basis zurückzukehren. Am 21. April führte die Grand Fleet ein Ablenkungsmanöver vor Horns Riff durch, um es der Kaiserlich Russischen Marine zu ermöglichen ihre Minenfelder in der Ostsee neu zu verlegen. Am 24. April kehrte die Flotte nach Scapa Flow zurück, erhielt dort neuen Proviant, neue Munition und neue Kohle und stach erneut in Richtung englischer Ostküste in See, da man aufgrund von Geheimdienstberichten einen Angriff der Deutschen auf Lowestoft befürchtete, aber erst in dem Gebiet ankam, nachdem sich die Deutschen bereits zurückgezogen hatten.

#### Skagerrakschlacht
In dem Versuch, einen Teil der Grand Fleet aus ihren Häfen zu locken und zu vernichten, verließ die deutsche Hochseeflotte, bestehend aus 16 Schlachtschiffen, sechs Einheitslinienschiffen und weiteren Schiffen, am frühen Morgen des 31. Mai Wilhelmshaven. Die Flotte fuhr in gemeinsamer Formation mit den fünf Schlachtkreuzern von Vizeadmiral Franz Hipper. Die nachrichtendienstliche Abteilung der britischen Admiralität Room 40 hatte den deutschen Funkverkehr mit den Operationsplänen abgefangen und entschlüsselt. Daraufhin befahl die Admiralität der Grand Fleet, die insgesamt 28 Schlachtschiffe und neun Schlachtkreuzer umfasste, noch in der Nacht auszulaufen, um der deutschen Hochseeflotte den Weg abzuschneiden und sie zu vernichten.

Manöver der britischen (blau) und deutschen (rot) Flotte vom 31. Mai bis 1. Juni 1916

 Am 31. Mai war die Hercules, nun unter dem Kommando von Kapitän Lewis Clinton-Baker, das dreiundzwanzigste Schiff an der Spitze der Schlachtlinie, der 6. Division. Während der ersten Phase des allgemeinen Gefechts wurde das Schiff um 18:16 Uhr von fünf Granaten eines deutschen Schlachtschiffs getroffen.[Anm. 1] Um 18:20 Uhr schoss es auf den langsame Fahrt machenden Kleinen Kreuzer Wiesbaden. Gegen 18:25 Uhr feuerte es sieben oder acht Salven auf ein weiteres deutsches Schlachtschiff ab. Die schlechte Sicht behinderte das Gegenfeuer erheblich und war während der gesamten Schlacht ein Problem. Um 19:12 Uhr eröffnete das Schiff das Feuer auf den Schlachtkreuzer SMS Seydlitz und erzielte wahrscheinlich zwei Treffer. Eine ihrer hochexplosiven HE-Granaten durchschlug die oberen Aufbauten und verursachte leichte Splitterschäden. Die zweite HE-Granate explodierte beim Auftreffen auf die obere Rumpfpanzerung, wodurch die Panzerplatten aufgerissen wurden und mäßige Überflutung verursachten. Etwa fünf bis zehn Minuten später bekämpfte sie mehrere deutsche Zerstörer und sah sich gezwungen, abzudrehen, um mehreren Torpedos auszuweichen, von denen einer dem Schiff vermutlich sehr nahekam. Die Marlborough, das Flaggschiff der Division, wurde von einem Torpedo getroffen und gezwungen, die Geschwindigkeit zu verringern, wodurch die Division hinter den Hauptteil der Flotte zurückfiel. Erst am Nachmittag des 1. Juni, als sich die Flotte auf dem Heimweg befand, wurde sie wieder eingeholt. Die Hercules wurde nicht beschädigt und feuerte während der Schlacht insgesamt 98 305-mm-Granaten (82 HE, vier panzerbrechende Granaten und zwölf Standard-Granaten) sowie 15 Granaten aus ihren 101-mm-Kanonen ab.

### Anschließende Aktivitäten
Nach der Schlacht wurde das Schiff dem 4. Schlachtgeschwader zugeteilt. Die Grand Fleet lief am 18. August aus, um die deutsche Hochseeflotte auf ihrem Vormarsch in die südliche Nordsee aus dem Hinterhalt anzugreifen, aber eine Reihe von Fehlmeldungen hinderte Jellicoe daran, die Flotte abzufangen, bevor sie in den Hafen zurückkehrte. Zwei leichte Kreuzer wurden während der Operation von deutschen U-Booten versenkt, was Jellicoe zu der Entscheidung veranlasste, die größeren Einheiten der Flotte südlich von 55° 30' Nord nicht zu riskieren, da es dort viele deutsche U-Boote und Minen gab. Die Admiralität stimmte dem zu und legte fest, dass die Grand Fleet nicht ausrücken würde, es sei denn, die deutsche Flotte versuchte eine Invasion Großbritanniens oder es bestand die große Möglichkeit, dass sie unter geeigneten Bedingungen zu einem Gefecht gezwungen werden könnte.
Am 24. April 1918 wurden die Hercules nach Norden zu den Orkney-Inseln beordert, um die Agincourt und das 2. Kreuzergeschwader dabei zu unterstützen, die am 22. April 1918 nach Norwegen ausgelaufene Hochseeflotte abzufangen. Diese musste aber zwei Tage später umkehren, nachdem der Schlachtkreuzer Moltke einen Maschinenschaden erlitten hatte.
Die Hercules lag bei der Kapitulation der deutschen Flotte am 21. November in Rosyth und wurde am 3. Dezember abkommandiert, um die Alliierte Waffenstillstandskommission der Marine nach Kiel zu bringen. Nach ihrer Rückkehr nach Rosyth am 20. Dezember wurde die Hercules im Februar 1919 in Rosyth der Reserve zugeteilt und im Oktober 1921 endgültig ausgemustert. Am 8. November wurde sie an Slough Trading Co. verkauft und im September 1922 an ein deutsches Unternehmen weiterverkauft. Im Oktober verließ das Schiff Rosyth im Schlepptau in Richtung Kiel und wurde anschließend abgewrackt.

## Technik
Das Schiff hatte eine Gesamtlänge von 166,30 m, eine Breite von 24,40 m und einen Tiefgang von 8,20 m. Die Verdrängung lag bei 20350 t.

### Antrieb
Die Hercules besaß zwei Parsons-Turbinen mit Direktantrieb, die jeweils eine Welle antrieben und insgesamt 25.000 Shp (18.387 kW) entwickelten, mit denen sie eine Höchstgeschwindigkeit von 21 Knoten (39 km/h) erreichte. Der Dampf wurde von 18 Babcock & Wilcox-Kessel geliefert. Das Schiff konnte maximal 2.900 t Kohle mitführen, was ihm bei 10 Knoten (19 km/h) eine Reichweite von 6.680 Seemeilen (12.370 km) ermöglichte. Die Besatzung des Schiffes bestand aus 751 Offizieren und Mannschaft.

### Bewaffnung
Die Hauptbewaffnung bestand aus zehn 305-mm-Kanonen in fünf hydraulisch angetriebenen Zwillingsgeschütztürmen, drei entlang der Mittellinie und die restlichen zwei als Flügeltürme. Die Geschütztürme in der Mittellinie trugen die Bezeichnungen „A“, „X“ und „Y“ von vorne nach achtern, die Flügeltürme an Backbord und Steuerbord die Bezeichnungen „P“ und „Q“. Die Geschütze hatten bei einer Mündungsgeschwindigkeit von 861 m/s und einer maximalen Elevation von +20°, eine Reichweite von 19.385 m. Die Sekundärbewaffnung bestand aus sechzehn 102-mm-Kanonen. Zehn davon waren in den vorderen Aufbauten und sechs in den hinteren Aufbauten in Einzellafetten angeordnet. Die Geschütze hatten bei einer Mündungsgeschwindigkeit von 860 m/s und einer maximalen Elevation von +15° eine Reichweite von 10.424 m. Außerdem wurden vier 47-mm-3-Pfünder-Salutkanonen mitgeführt. Das Schiff war mit drei 533-mm-Torpedorohren ausgestattet, eines auf jeder Breitseite und ein weiteres im Heck, für die 18 Torpedos vorgesehen waren.

### Panzerung
Der Gürtel bestand aus Krupp-Zementstahl mit einer Dicke von 279 mm zwischen den vorderen und hinteren Barbetten, der nicht die gesamte Länge des Schiffes abdeckte. Darüber befand sich ein 203 mm starker Plankengang. Die vorderen 101 mm starken Querschotten verbanden die vordere Barbette mit der Seitenpanzerung. In ähnlicher Weise verband das hintere 203 mm dicke Querschott diese mit der hintersten Barbette. Die drei mittleren Barbetten waren oberhalb des Hauptdecks 254 mm und unterhalb 101 mm dick. Die Flügelbarbetten waren ähnlich gepanzert, hatten aber an den Außenseiten eine Panzerung von 279 mm. Die Geschütztürme hatten 279 mm dicke Platten an den Seiten und 76 mm auf den Dächern. Die drei gepanzerten Decks hatten innerhalb der gepanzerten Zitadelle eine Dicke von 38 mm und außerhalb eine Stärke von 102 mm. Die Front und die Seiten des Kommandoturms wurden durch 279 mm starke Platten geschützt, während die Rückseite und das Dach 203 mm bzw. 76 mm dick waren. Der hintere Torpedokontrollturm war rundherum mit 76 mm und auf dem Dach mit 50 mm Panzerung geschützt. Um Gewicht zu sparen, kehrte man zum unzureichenden Unterwasserschutz der Dreadnought zurück, deren 76 mm starke Torpedoschotts nur die Granatenräume und Magazine schützten.

### Feuerleitanlage, Sensoren
Der Steuerstand für die Hauptbewaffnung befand sich im Ausguck des Fockmastes. Die Daten eines 2,7-m-Barr-&-Stroud-Entfernungsmessers, der sich dort befand, wurden in einen mechanischen Dumaresq-Computer eingegeben und elektrisch an die Vickers-range clock übertragen, die sich in der Sendestation unter jeder Position auf dem Hauptdeck befanden, wo sie in Entfernungs- und Vorhaltedaten umgewandelt wurden. Die Daten des Ziels wurden auch grafisch dargestellt, um den Geschützoffizier bei der Vorhersage der Bewegung des Ziels zu unterstützen. Die Geschütztürme, Sendestationen und Steuerstände konnten in nahezu beliebiger Kombination miteinander verbunden werden.